# Sonic Death
Sonic Death en un álbum en directo de la banda Sonic Youth, lanzado en 1984, que contiene grabaciones en vivo entre 1981 y 1983.
Muchas de las canciones del álbum aparecen fragmentadas, usualmente sin quiebres entre ellas. La mayoría son versiones en vivo de canciones de los tres primeros discos de la banda: Sonic Youth, Confusion Is Sex y el EP Kill Yr Idols.
El álbum fue originalmente lanzado en casete bajo el sello Ecstatic Peace de Thurston Moore, y luego fue lanzado nuevamente en casete y CD bajo los sellos Blast First y SST. Actualmente no están saliendo nuevas copias.
Como Sonic Youth utiliza muchas afinaciones diferentes, dependiendo de la canción, y la banda en esos tiempos no podía permitirse el lujo de viajar con múltiples instrumentos afinados por separado, se pueden escuchar en este álbum los momentos en que los integrantes de la banda afinan sus instrumentos entre una canción y otra.

## Lista de canciones
La cubierta del álbum en casete no incluye la lista de canciones, y en las versiones en CD aparecen o bien sólo 1 o 2, correspondiendo con los dos lados del casete original. La siguiente es una lista de canciones que pueden reconocerse claramente, con tiempos aproximados desde el inicio del disco.

### Lado uno
1. "The Good and the Bad" (fragmento) – 0:00–5:05
2. "She Is Not Alone" (fragmento) – 7:16–10:31
3. "The Good and the Bad" (fragmento) – 12:21–17:02
4. "The World Looks Red" – 17:02–19:15
5. "Confusion Is Next" – 20:26–23:44
6. "Inhuman" (fragmento) – 23:44–25:16
7. "Shaking Hell" (fragmento) – 29:29–30:20
8. "Burning Spear" – 30:21–33:39

### Lado dos
1. "Brother James" (fragmento) – 40:05–40:23
2. "Early American" – 40:23–47:31
3. "Burning Spear" (fragmento) – 47:32–48:43
4. "Kill Yr Idols" – 48:44–51:35
5. "Confusion is Next" (fragmento) – 51:36–53:05
6. "Kill Yr Idols" (fragmento) – 56:18–57:03
7. "Shaking Hell" (fragmento) – 58:45–60:20
8. "(She's in a) Bad Mood" (fragmento) – 62:46–63:40